# Навуака Комаинангараникула Туи Веикосо
Рату Навуака Комаинангараникула Туи Веикосо (? — 1837 (?)) — пятый правитель (вунивалу) фиджийского государства Мбау.
О личности Навуаки известно крайне мало. По некоторым данным, будучи младшим и даже малолетним братом Таноа Висаванги и Науливоу, он пришел к власти в государстве Мбау в разгар междоусобной войны в архипелаге Фиджи, после изгнания прежнего вунивалу Таноа Висаванги. В 1837 году, когда Таноа вновь вернулся на трон, Навуака, скорее всего, был убит. Дальнейшая его судьба неизвестна.